# Instrumental Tourist
Instrumental Tourist es un álbum de estudio colaborativo del músico canadiense Tim Hecker y el músico estadounidense Daniel Lopatin (que graba como Oneohtrix Point Never). El álbum se grabó en varias sesiones improvisadas y se lanzó en noviembre de 2012 bajo el sello Software Records de Lopatin con críticas generalmente positivas. 

## Antecedentes
Lopatin y Hecker eran admiradores del trabajo del otro, pero no tenían una conexión formal cuando Lopatin sugirió una colaboración entre los dos en 2012. Se conocieron en Mexican Summer Studios, con sesiones de grabación que duraron varios días en forma de sesiones improvisadas que luego fueron editadas. Lopatin citó el trabajo de edición de cintas del productor Teo Macero con Miles Davis a finales de los 60 y principios de los 70 como inspiración para las sesiones.
Lopatin declaró que «no estoy seguro de cómo surgió, pero rápidamente se nos ocurrió la idea de que podíamos pintar un retrato extendido de un mundo sonoro que está lleno de motivos y sonidos musicales comunes», y luego dijo que «Queríamos tomar esos sonidos, eliminar el cliché y ver si eran rescatables». Hecker señaló que «no abrimos un camino de antemano. En cierto modo tomó forma muy rápidamente en un nivel no artificial, casi inconsciente, a través de bromas y conversaciones en el estudio».

## Recepción
Instrumental Tourist recibió críticas generalmente favorables de los críticos, con una puntuación total de 73 sobre 100 en Metacritic.  AllMusic escribió que «Lopatin y Hecker llevan los sonidos de su paleta intencionalmente limitada a lugares a los que nunca se esperaba que fueran, y el viaje es intrigante y frecuentemente encantador».  The Observer escribió que «la fuerza de este disco proviene de su desprecio por la coherencia y su desinterés por encontrar puntos en común. Sus improvisaciones en guerra son intrigantes, inquietantes y, a menudo, exquisitas».  En una reseña menos positiva, XLR8R escribió que «a pesar de los destellos dispersos de brillantez, con demasiada frecuencia es un álbum que se siente poco ambicioso, como si se contentara con habitar en el punto medio donde los catálogos anteriores de los dos productores se cruzan en lugar de forjar algo nuevo».  Uncut escribió que «por más sublime que sea Instrumental Tourist, rara vez cumple esa promesa de improvisación, de un compromiso o juego sonoro real, y lucha por superar la suma de sus partes». 

## Lista de pistas
| N.º | Título                          | Duración |  |
| 1.  | «Uptown Psychedelia»            | 5:58     |  |
| 2.  | «Scene from a French Zoo»       | 4:59     |  |
| 3.  | «Vaccination (For Thomas Mann)» | 5:51     |  |
| 4.  | «Instrusions»                   | 4:52     |  |
| 5.  | «Whole Earth Tascam»            | 5:00     |  |
| 6.  | «GRM Blue I»                    | 0:50     |  |
| 7.  | «GRM Blue II»                   | 5:48     |  |
| 8.  | «Racist Drone»                  | 5:39     |  |
| 9.  | «Grey Geisha»                   | 4:17     |  |
| 10. | «Instrumental Tourist»          | 3:19     |  |
| 11. | «Ritual for Consumption»        | 4:44     |  |
| 12. | «Vaccination No. 2»             | 3:12     |  |

## Personal
- Tim Hecker – productor, mezcla, amplificadores, Eventide Modal, sintetizador (Clavia Nord Modular), saxofón (Vapour), efectos (Lexicon Unity, expansión de amplificador)
- Daniel Lopatin – productor, sintetizador (Roland Juno 60, Alesis Ion), intérprete (Monks), guitarra lap steel (Ur-Do Lapsteel), koto, electrónica (Fm Wand)
- Al Carlson - ingeniero
- Rob Carmichael – diseño gráfico
- Paul Corley – asistencia especial
- James Plotkin – masterización